# Robertus kuehnae
Robertus kuehnae är en spindelart som beskrevs av Bauchhenss och Uhlenhaut 1993. Robertus kuehnae ingår i släktet fuktspindlar, och familjen klotspindlar. Inga underarter finns listade i Catalogue of Life.